# Cernach mac Fogartaig
Cernach mac Fogartaig (mort en 738) est un roi du sud Brega issu des Uí Chernaig un sept de Loch Gabhair du Síl nÁedo Sláine une lignée des Ui Neill du sud. Il est le fils de l'Ard ri Erenn Fógartach (mort en 724). Il est considéré comme le chef du Uí Chernaig dans les années 737-738.

## Règne
Le sept  Uí Chernaig mène une faide contre le sept Uí Chonaing de Cnogba (Knowth) du Nord Brega depuis l'assasinat du grand père de Cernach Niall mac Cernaig Sotail (mort en 701) par Írgalach mac Conaing (mort en 702). 
En 737 le roi de  Brega du sept Uí Chonaing Conaing mac Amalgado (mort en 742) défait Cernach et son parent Cathal mac Áeda lors de la Bataille de Lia Ailbe en Mag nAilbe (Moynalvy, dans l'actuel comté de Meath) et Cathal, chef du Uí Chernaig, est tué.

Cernach semble avoir eu une mauvaise réputation car les Annales d'Ulster relèvent en  738 sa mort en ces termes :
Cernach, fils de Fogartach, est traitreusement tué par ses propres partisans criminels, et les vachers de ses troupeaux et les femmes ce monde inférieur l'ont longtemps pleuré.